# Fritz Högberg
Fritz Högberg, född 22 mars 1899 i Kaschgar, Östturkestan, död 16 mars 1956 i Umeå, var en svensk målare.
Fritz Högberg var son till missionären Lars Erik Högberg och Sigrid Braune samt från 1945 gift med Gunhild Humble (1914–2002). Han studerade vid Wilhelmsons målarskola i Stockholm och vid Knirr Schule i München 1921–1923, samt under studieresor till Rom, Paris och Österrike. Separat ställde han ut på bland annat Galerie Moderne i Stockholm 1937, De ungas salong 1942 samt på Hantverkshuset i Umeå 1945. Han medverkade i samlingsutställningar med Sveriges allmänna konstförening, Svensk-franska konstgalleriet och på Galerie Moderne. Hans konst består av naturalistiska genretavlor, landskap ofta med italienska motiv samt blomsterstilleben. Högberg är representerad vid Karolinska sjukhuset i Stockholm. Makarna Högberg är gravsatta på Nora norra kyrkogård.

### Webbkällor
- Fritz Högberg och Gunhild Zulima Högberg på Gravar.se